# Alicia Entel
Alicia Mabel Entel (n. 1946) es investigadora en Comunicación y Cultura, periodista y teórica de la comunicación argentina.
Sus trabajos se relacionan con las problemáticas de la comunicación y la industria cultural, vinculados con el pensamiento de la Escuela de Frankfurt. Ha investigado sobre Comunicación y Ciudad, y sobre Imagen y Conocimiento, poéticas de la Comunicación Visual.
Es Licenciada en Letras con Orientación en Lenguas y Literaturas Clásicas en la Facultad de Filosofía y Letras (UBA), magíster en Ciencias Sociales con mención en Educación (FLACSO), en Antropología Cultural de la Universidad Nacional de Misiones y es doctora en Filosofía (Imagen y Cognición) por la Universidad Paris VIII.
Es Directora de la Fundación "Walter Benjamin" de Buenos Aires y profesora titular regular de Teorías y Prácticas de la Comunicación I de la carrera de Ciencias de la Comunicación Social de la Facultad de Ciencias Sociales (UBA) y de Comunicación y Cultura en la Facultad de Ciencias de la Educación de la Universidad Nacional de Entre Ríos.

## Obra
- Escuela y conocimiento (1ª edición). Miño y Dávila. 1987. ISBN 978-950-9467-06-4.
- Cartas al presidente (1ª edición). De la Flor. 1987. ISBN 978-950-515-555-2. En coautoría con Cecilia Braslavsky.
- Teorías de la comunicación (1ª edición). Docencia. 1994. ISBN 978-950-9293-51-9.
- La ciudad bajo sospecha (1ª edición). Paidós. 1996. ISBN 978-950-12-2706-2.
- Periodistas: entre el protagonismo y el riesgo (1ª edición). Paidós. 1997. ISBN 978-950-12-2710-9.
- Escuela de Frankfurt: Razón, arte y libertad (1ª ed. 2ª reimp. edición). Eudeba. 2015. ISBN 978-950-23-0973-6.. En coautoría con  Víctor Lenarduzzi y Diego Gerzovich; 1.ª ed. 07/1999
- Acerca de la felicidad (1ª edición). Prometeo Libros. 2004. ISBN 978-950-9217-65-2.
- Infancias, varios mundos: Acerca de la inequidad en la infancia argentina (1ª edición). Fundación Walter Benjamin. 2005. ISBN 978-987-22254-0-7.
- Infancias, varios mundos: Los más chiquitos (1ª edición). Fundación Walter Benjamin. 2006. ISBN 978-987-22254-1-4.
- La ciudad y los miedos (1ª edición). La Crujía. 2007. ISBN 978-987-601-031-3.
- La infancia y el arte (1ª edición). Fundación Walter Benjamin. 2008. ISBN 978-987-22254-3-8.
- Dialéctica de lo sensible. Entre Leonardo y Walter Benjamin (1ª edición). Edición del Autor. 2008. ISBN 978-987-05-4354-1.
- La belleza gótica y otros estudios visuales (1ª edición). Aidós. 2010. ISBN 978-987-26001-0-5.
- Infancias de Latinoamérica, un cuadro de situación (1ª edición). Fundación Walter Benjamin. 2011. ISBN 978-987-22254-6-9.
- Infancias de Latinoamérica, culturas y derechos (1ª edición). Fundación Walter Benjamin. 2014. ISBN 978-987-22254-9-0.
- Infancias. Nuevos mundos (1ª edición). Alicia Mabel Entel. 2016. ISBN 978-987-33-9747-9.

## Artículos y entrevistas
- Banal e ilegítimo, Página/12 (2002)
- Pueblos pobres en tierras ricas, Página/12 (2002)
- Infancias: varios mundos, Página/12 (2004)
- La idea de comunidad aquí es muy efímera, Página/12 (2006)
- La ciudad desde nuevas perspectivas , Página/12 (2006)
- Drama privado, drama público, Página/12 (2006)
- El derecho a dominar las tecnologías de la información, La Nación (2006)
- Hermosa, Buenos Aires, Página/12 (2007)